# Hatful of Hollow
Hatful of Hollow är ett samlingsalbum av den engelska gruppen The Smiths. Albumet släpptes i november 1984 av skivbolaget Rough Trade Records.
Samlingsalbumet innehåller många låtar från gruppens första skiva, The Smiths, samt låtar från b-sidor och från BBC:s inspelningar. Det släpptes delvis för att fansen krävde det. År 2000 placerade musiktidningen Q, detta album på en 44:e plats på listan över de 100 bästa brittiska albumen, någonsin.

## Låtlista
1. "William, It Was Really Nothing" - 2:09
2. "What Difference Does It Make?" - 3:11
3. "These Things Take Time" - 2:32
4. "This Charming Man" - 2:42
5. "How Soon Is Now?" - 6:43
6. "Handsome Devil" - 2:47
7. "Hand in Glove" - 3:13
8. "Still Ill" - 3:32
9. "Heaven Knows I'm Miserable Now" - 3:33
10. "This Night Has Opened My Eyes" - 3:39
11. "You've Got Everything Now" - 4:18
12. "Accept Yourself" - 4:01
13. "Girl Afraid" - 2:48
14. "Back to the Old House" - 3:02
15. "Reel Around the Fountain" - 5:50
16. "Please, Please, Please, Let Me Get What I Want" - 1:50

## Medverkande
Bandet
- Morrissey - sång
- Johnny Marr - gitarr, munspel
- Andy Rourke - basgitarr
- Mike Joyce - trummor

Teknisk personal
- John Porter - producent